# Persischer Marsch
Der  Persische Marsch ist ein Marsch von Johann Strauss Sohn (op. 289). Das Werk wurde am 11. Juli 1864 in Pawlowsk erstmals aufgeführt.